# Ma-14
La Ma-14 (anteriormente conocida como C-714) es una carretera española que une las localidades de Santañí y Manacor pasando por Felanich, en la isla de Mallorca. 
Tiene una longitud total de 29 kilómetros.

## Nomenclatura

### Hasta 2003
Hasta el cambio de denominación de carreteras de 2003, año en que se eliminan las carreteras comarcales, la Ma-14 recibía el nombre de C-714. Su nombre está formado por: C, que indica que era una carretera comarcal de nivel estatal; y el 714 es el número que recibe según el orden de nomenclaturas de las carreteras comarcales de las Islas Baleares.

### Desde 2003
En el año 2003 la carretera pasó a llamarse Ma-14. Su nombre está formado por: el prefijo Ma, que indica que es una carretera situada en la isla de Mallorca; y el 14 es el número que recibe según el orden de nomenclaturas de las carreteras de Mallorca.

## Enlaces
| PK   | Nombre de la población | Carretera que enlaza |
| ---- | ---------------------- | -------------------- |
| 0,3  | Santañí                | Ma-19                |
| 11,1 | es Carritxó            | Ma-4016              |
| 15,9 | Felanich               | Ma-5120              |
| 16,3 | Felanich               | Ma-5110              |
| 28,2 | Manacor                | Ma-4020              |
| 29   | Manacor                | Ma-15C               |